# 坂本スミ子
坂本 スミ子（さかもと スミこ、本名：石井 寿美子、旧姓：坂本、1936年〈昭和11年〉11月25日 - 2021年〈令和3年〉1月23日）は、ラテン・歌謡曲の歌手、俳優。愛称は「おスミ（さん）」。異名は「ラテンの女王」。

## 略歴
大阪府大阪市東住吉区出身。学生時代から発声をクラシックの木下保のもとで学び、プール学院高等学校を卒業する。プール学院時代の同級生に女優の三ツ矢歌子がいた。NHK大阪合唱団を経て、大阪キューバン・ボーイズの近藤正春の勧めもありラテン歌手として独立してデビューするが、当初は歌手として全く売れなかった。
1959年12月にアイ・ジョージと共にトリオ・ロス・パンチョス日本公演の前座歌手となり、「ラテンの女王」として一躍名が知れて人気歌手となる。宝とも子らと共に1961年から始まったテレビ番組『夢であいましょう』（NHK総合）で主題歌を歌い、NHK紅白歌合戦（NHK総合・ラジオ第1）に1961年から1965年まで5回連続出場した。（詳細はNHK紅白歌合戦出場歴を参照）
私生活では、映画評論家で人気司会者の栗原玲児と結婚するも1966年に離婚。二人で離婚会見を行った際に、栗原が「坂本側に離婚原因がある」という発言を繰り返したことから、反論する意思は当初なかった坂本側が翌日になって反論した。セックスレスのほかに栗原側から「別れてくれ」と言われたことが離婚の原因で、結婚後に「栗原が同性愛者と気付いたが、懸命に尽くしても結局無理だった」と語った。坂本は後年、皮膚科医石井禮次郎と再婚した。
1971年にソニーへ移籍後の第一弾である『夜が明けて』がヒットして歌手として復帰し、続いて『浮雲』もヒットする。1973年には再婚相手の石井との間の娘（石井聖子)を出産し、『幼い子供のように』を歌って第2回東京音楽祭で外国審査団賞を受ける。1976年にポール・モーリア作曲の『オーララ・オーサカ』が話題を呼ぶ。女優としても活躍し、ミュージカル『キャバレー』で1982年度文化庁芸術祭優秀賞を受賞する。
映画では1964年から1967年に大映で田宮二郎主演の犬シリーズに助演し、今村昌平監督作品にたびたび招かれた。1966年の今村作品『"エロ事師たち"より 人類学入門』で毎日映画コンクール助演女優賞を受ける。1983年に代役で主演した『楢山節考』で、実年齢を30も上回る70代の老女を演じるにあたり、前歯を短く削り歯が抜けた演出をした役づくりが評価され、第36回カンヌ国際映画祭でパルム・ドールを受賞した。カンヌ映画祭へ出品に消極的だった今村を、坂本とプロデューサーが説得して出品した経緯がある。（この時は大島渚の『戦場のメリークリスマス』も出品されており下馬評で本命と言われていた。）しかし、帰国直後「大麻取締法違反」で書類送検され、芸能界から干される結果を生んでしまった。
1993年から夫の母の後を継いで、熊本市の聖母保育園幼稚園・幼愛園で園長を務め、歌手と女優業も続けていた。2009年5月に脳梗塞で倒れるが早期発見で3ヶ月後に舞台へ復帰した。
2016年に発売されたさだまさしによる永六輔追悼トリビュートアルバム「永縁」に参加して「夢であいましょう」を収録した。
晩年は坂本自身が「私が一番のファン」と自任する愛娘の石井聖子と競演が多かった。2008年に発売した坂本の50周年アルバムに「夢で逢いましょう」「親を眠らす子守唄」の2曲が二人のデュエットで収録されている。
2021年1月23日、脳梗塞のため、熊本市の病院で死去。84歳没(享年85歳)。

## NHK紅白歌合戦出場歴
| 年度/放送回               | 曲目                   | 対戦相手           |
| ------------------------- | ---------------------- | ------------------ |
| 1961年（昭和36年）/第12回 | ア・ロ・ロコ           | 坂本九             |
| 1962年（昭和37年）/第13回 | エル・クンバンチェロ   | 旗照夫             |
| 1963年（昭和38年）/第14回 | テ・キエロ・ディヒステ | ジェリー藤尾       |
| 1964年（昭和39年）/第15回 | マラゲーニャ           | デューク・エイセス |
| 1965年（昭和40年）/第16回 | グラナダ               | フランク永井       |

## 出演

### テレビドラマ
- 蝶子はん（1967年、関西テレビ）
- コメットさん（1968年、TBS） - 石原スミ子
- 道頓堀（1968年 - 1969年、よみうりテレビ）…主題歌も担当
- 連続テレビ小説（NHK総合)
  - 繭子ひとり（1971年 - 1972年） - 浜岡則子
  - わたしは海（1978年 - 1979年） - 石沢松子
- めしはまだか!（1974年、NET） - 初
- 忍ぶ橋（1975年、NET）
- 必殺仕業人 第19話「あんたこの奥の手をどう思う」（1976年、朝日放送 / 松竹） - 霊蝶
- 気になる季節（1977年 - 1978年、テレビ朝日） - 響スミ子
- 土曜ワイド劇場 / 女弁護士 朝吹里矢子（1978年 - 1979年、テレビ朝日） - 吉村サキ
- 想い出づくり。（1981年、TBS） - 佐伯静子
- 人情紙風船（1982年、毎日放送） - トミ子
- 壬生の恋歌（1983年、NHK総合） - はる 役
- 青春泥棒・徹と由紀子（1984年、TBS） - 元吉弥生
- 白い巨塔（1990年、テレビ朝日） - 佐々木よし江
- いのち草（1990年 - 1991年、よみうりテレビ）
- 大河ドラマ / 琉球の風（1993年、NHK総合） - ウシ
- 日輪の翼（1999年、NHK BShi）

### バラエティ
- 夢であいましょう（NHK総合）…主題歌も担当
- スミ子と歌おう（毎日放送）
- ヒットで勝負!!（NET） - レギュラー
- スターにアタック!勝抜き歌合戦（TBS） - レギュラー審査員

### ラジオ
- 9時45分 坂本スミ子です→今日は坂本スミ子です（MBSラジオ）- 1967年8月1日 - 1968年6月29日

### 映画
- 昭和侠客伝 （1963年・東映）
- てなもんや三度笠 （1963年・東映）
- 犬シリーズ（1964～1967年・大映）
- とべない沈黙（1966年・東宝･ATG）
- 「エロ事師たち」より 人類学入門（1966年・日活）
- 大奥(秘)物語（1967年・東映）
- 若親分千両肌 (1967年、大映)
- 楢山節考（1983年・東映）
- 億万長者になった男。（1994年・ヒーロー）
- 私立探偵濱マイク 遥かな時代の階段を The Stairway to the Distant Past（1995年）
- サラリーマン専科 単身赴任（1996年・松竹）
- エルマーの冒険（1997年）
- 赤い橋の下のぬるい水（2001年・日活）
- 埋もれ木（2005年・ファントム・フィルム）

## ディスコグラフィ

### シングル
| #              | 発売日          | A/B面    | タイトル                       | 作詞           | 作曲        | 編曲                      | 規格品番   |
| テイチク       | テイチク        | テイチク | テイチク                       | テイチク       | テイチク    | テイチク                  | テイチク   |
| -------------- | --------------- | -------- | ------------------------------ | -------------- | ----------- | ------------------------- | ---------- |
| 1              | 1960年          | A面      | 黒い天使                       | 福島正二       | M.A.Maciste | アロー・ ラテン・グループ | NS-216     |
| 1              | 1960年          | B面      | チャ・チャ・チャ・ フラメンコ  | 福島正二       | M.D.Jesus   | ノーチェ・クバーナ        | NS-216     |
| 2              | 1960年          | B面      | ア・ロ・ロコ                   | 福島正二       | A.G.Campoy  | 中川昌                    | NS-272     |
| 3              | 1960年          | B面      | キエン・セラ                   | 福島正二       | L.Demetrio  | 北野タダオ                | NS-294     |
| 4              | 1961年          | B面      | 初恋のブルース                 | 中野ただし     | S.Bechet    | 北野タダオ                | NS-336     |
| 5              | 1961年          | B面      | パパはママにいかれてる         | 坂本スミ子     | J.Moutet    | 北野タダオ                | NS-360     |
| Decca (USA)    |                 |          |                                |                |             |                           |            |
| 6              | 1961年 10月     | B面      | Corazon De Melon               | C.Rigual       | C.Rigual    | 北野タダオ                | 31315      |
| テイチク       |                 |          |                                |                |             |                           |            |
| 7              | 1961年          | B面      | パシート・デ・チャ・チャ・チャ | 永田文夫       | J.Smith     | 福井利雄                  | NS-406     |
| 8              | 1962年          | A面      | 祇園でドドンパ                 | 古川益雄       | 北野タダオ  | 北野タダオ                | NS-414     |
| 東芝           |                 |          |                                |                |             |                           |            |
| 9              | 1963年 1月      | A面      | 夢であいましょう               | 永六輔         | 中村八大    | 中村八大                  | JP-5178    |
| 9              | 1963年 1月      | B面      | ブルー・ナイト・イン・ヨコハマ | 永田文夫       | R.M.Siegel  | 山木幸三郎                | JP-5178    |
| 10             | 1964年 5月      | A面      | ウナ・セラ・ディ・トウキョー   | 岩谷時子       | 宮川泰      | 中川昌                    | TR-1081    |
| 10             | 1964年 5月      | B面      | みんないや                     | 岩谷時子       | J.Albino    | 大塚善章                  | TR-1081    |
| 11             | 1965年 3月      | A面      | アンジェリータ                 | 岩谷時子       | M.Minerbi   | 小野崎孝輔                | TP-1042    |
| 11             | 1965年 3月      | B面      | 砂に消えた涙                   | 漣健児         | P.Soffici   | 小野崎孝輔                | TP-1042    |
| 12             | 1965年 6月      | A面      | 小さな言葉                     | 栗原玲児       | 宮川泰      | 宮川泰                    | TP-1088    |
| 12             | 1965年 6月      | B面      | 秋のワルツ                     | 永六輔         | 中村八大    | 中村二大                  | TP-1088    |
| 13             | 1966年 6月      | A面      | アリベデルチ・東京             | 岩谷時子       | 白石信      | 大沢保郎                  | TP-1287    |
| 13             | 1966年 6月      | B面      | ある恋の物語                   | ホセ・しばさき | C.E.Almaran | 中川昌                    | TP-1287    |
| 14             | 1967年 1月      | A面      | 戦争は知らない                 | 寺山修司       | 加藤ヒロシ  | 大塚善章                  | TP-1391    |
| 14             | 1967年 1月      | B面      | 勇士の故郷                     | 寺山修司       | 加藤ヒロシ  | 加藤ヒロシ                | TP-1391    |
| フィリップス   |                 |          |                                |                |             |                           |            |
| 15             | 1967年 2月      | A面      | 紫の雨                         | 利根常昭       | 利根常昭    | 五十嵐謙二                | FS-1       |
| 15             | 1967年 2月      | B面      | たそがれの御堂筋               | 古川益雄       | 加藤ヒロシ  | 五十嵐謙二                | FS-1       |
| 16             | 1967年 4月      | A面      | 心のしずく                     | 利根常昭       | 利根常昭    | 林一                      | FS-3       |
| 16             | 1967年 4月      | B面      | 大阪の夜はふけて               | 古川益雄       | 加藤ヒロシ  | 林一                      | FS-3       |
| 17             | 1967年 8月      | A面      | それもそうだわネ               | 古川益雄       | 加藤ヒロシ  | 大塚善章                  | FS-5       |
| 17             | 1967年 8月      | B面      | キミが好き好き                 | 万里村ゆき子   | 五十嵐謙二  | 五十嵐謙二                | FS-5       |
| 18             | 1967年 10月     | A面      | 北国の慕情                     | 古川益雄       | 加藤ヒロシ  | 大塚善章                  | FS-7       |
| 18             | 1967年 10月     | B面      | 雨のボサノバ                   | 古川益雄       | 加藤ヒロシ  | 大塚善章                  | FS-7       |
| 19             | 1967年 12月     | A面      | 朝も夜も                       | 瀬戸内晴美     | 加藤ヒロシ  | 五十嵐謙二                | FS-8       |
| 19             | 1967年 12月     | B面      | ゆきずりの人                   | 片桐和子       | A.Pate      | 五十嵐謙二                | FS-8       |
| 20             | 1968年 6月      | A面      | 恋の天神さん                   | 浜口庫之助     | 浜口庫之助  | 五十嵐謙二                | FS-10      |
| 20             | 1968年 6月      | B面      | ぬれ色の町                     | 浜口庫之助     | 浜口庫之助  | 五十嵐謙二                | FS-10      |
| 21             | 1969年 4月      | A面      | 私もうイやよ                   | 岩谷時子       | J.Albino    | 利根常昭                  | FS-19      |
| 21             | 1969年 4月      | B面      | 時計                           | 永田文夫       | R.Cantoral  | 利根常昭                  | FS-19      |
| CBS・ソニー    |                 |          |                                |                |             |                           |            |
| 22             | 1971年 10月21日 | A面      | 夜が明けて                     | なかにし礼     | 筒美京平    | 筒美京平                  | SONA-86203 |
| 22             | 1971年 10月21日 | B面      | 待ちわびて                     | なかにし礼     | 筒美京平    | 筒美京平                  | SONA-86203 |
| 23             | 1972年 5月21日  | A面      | 浮雲                           | なかにし礼     | 筒美京平    | 筒美京平                  | SOLA-25    |
| 23             | 1972年 5月21日  | B面      | ごめんなさいあなた             | なかにし礼     | 筒美京平    | 筒美京平                  | SOLA-25    |
| 24             | 1972年 10月21日 | A面      | 女と言う名の汽車               | なかにし礼     | 筒美京平    | 馬飼野康二                | SOLA-52    |
| 24             | 1972年 10月21日 | B面      | 京都木屋町情話                 | なかにし礼     | 筒美京平    | 筒美京平                  | SOLA-52    |
| 25             | 1973年 2月21日  | A面      | 郷愁                           | なかにし礼     | 筒美京平    | 筒美京平                  | SOLB-3     |
| 25             | 1973年 2月21日  | B面      | 忘れてください                 | なかにし礼     | 筒美京平    | 筒美京平                  | SOLB-3     |
| 26             | 1973年 4月21日  | A面      | 幼い子供のように               | 千家和也       | 馬飼野康二  | 馬飼野康二                | SOLB-21    |
| 26             | 1973年 4月21日  | B面      | あなたと並んで幸せな私         | 池田幾三       | 大塚善章    | 青木望                    | SOLB-21    |
| 27             | 1974年 6月1日   | A面      | あなたの影                     | なかにし礼     | 都倉俊一    | 飯吉馨                    | SOLB-145   |
| 27             | 1974年 6月1日   | B面      | あなたがいない日               | なかにし礼     | 都倉俊一    | 飯吉馨                    | SOLB-145   |
| 28             | 1975年 8月21日  | A面      | 離婚 第一章                    | 山口洋子       | 中村泰士    | 馬飼野俊一                | SOLB-296   |
| 28             | 1975年 8月21日  | B面      | 離婚 第二章                    | 山口洋子       | 中村泰士    | 馬飼野俊一                | SOLB-296   |
| フィリップス   |                 |          |                                |                |             |                           |            |
| 29             | 1976年 12月20日 | A面      | オー・ラ・ラ・オーサカ         | なかにし礼     | P.Mauriat   | 大野雄二                  | FS-2040    |
| 29             | 1976年 12月20日 | B面      | たそがれの御堂筋'77            | 古川益雄       | 加藤ヒロシ  | 大野雄二                  | FS-2040    |
| 30             | 1977年 8月25日  | A面      | おおさか音頭                   | 安永栄次       | 服部良一    | 高田弘                    | FS-2067    |
| 30             | 1977年 8月25日  | B面      | わたしのまち みんなのまち大阪  | 吉川昌英       | 服部良一    | 高田弘                    | FS-2067    |
| トリオレコード |                 |          |                                |                |             |                           |            |
| 31             | 1979年 10月5日  | A面      | 踊って乾杯                     | 山崎ハコ       | 山崎ハコ    | 馬飼野康二                | 3B-166     |
| 31             | 1979年 10月5日  | B面      | さよならの前に                 | 尾中美千絵     | J.Renard    | 馬飼野康二                | 3B-166     |
| ラジオシティ   |                 |          |                                |                |             |                           |            |
| 32             | 1983年 4月5日   | A面      | 親を眠らす子守唄               | なかにし礼     | 川口真      | 鈴木宏昌                  | RD-4066    |
| 32             | 1983年 4月5日   | B面      | 春待ちかぞえ唄                 | なかにし礼     | 川口真      | 鈴木宏昌                  | RD-4066    |

### スタジオ・アルバム
- 坂本スミ子のラテン・リサイタル（1961年 NL-1126）
- 坂本スミ子は歌う　ラテン・ヒット・メロディー集[注釈 10]（1964年 TP-7004）
- たそがれの御堂筋　坂本スミ子はうたう（1967年 FS-5016）
- おスミとボサ・ノバ[注釈 11]（1969年 FS-8036）
- ファースト・ゴールデン・アルバム　夜が明けて（1972年3月21日 SOLJ-7）
- ゴールデン・アルバム　女と言う名の汽車（1972年9月21日 SOLJ-35）
- ビバ！ハリウッド（1975年8月21日 3B-1026）
- 夢で逢いましょう（2008年2月22日 AZRC-1）

### 主な編集盤
- ドドンパ誕生[注釈 12]（1961年）
- ギフトパック・シリーズ39　坂本スミ子
- GOLDEN☆BEST／坂本スミ子（2003年7月21日）
- おスミのラテン・ヒッツ（2003年8月21日）
- 定番ベスト（2004年）
- 情熱のラテン・ミュージック・ベスト[注釈 13]（2010年06月30日）

### タイアップ曲
| 年     | 楽曲             | タイアップ                                 |
| ------ | ---------------- | ------------------------------------------ |
| 1963年 | 夢であいましょう | NHK総合「夢であいましょう」主題歌          |
| 1967年 | 朝も夜も         | 日本テレビ系テレビドラマ「朝も夜も」主題歌 |
| 1983年 | 親を眠らす子守唄 | 東映映画「楢山節考」イメージソング         |

## 賞歴
- 1966年:第21回毎日映画コンクール助演女優賞（「"エロ事師たち"より　人類学入門」）
- 1975年:第4回東京音楽祭シルバーカナリー賞、外国審査団賞
- 1982年:第47回文化庁芸術祭優秀賞受賞（ミュージカル「キャバレー」）